# Джонс, Эмилия
Эмилия Аннис И. Джонс (англ. Emilia Annis I. Jones; род. 23 февраля 2002) — английская актриса, певица и автор песен. Она наиболее известна по главной роли Руби Росси в фильме «CODA», получившем премию «Оскар» в 2021 году, за которую она получила несколько похвал за свою игру, включая номинацию на премию премию BAFTA в категории «Лучшая актриса в главной роли».
Она также известна как исполнительница роли Кинси Лок в сериале Netflix «Лок и ключ» (2020—настоящее) появлялась в телевизионных сериалах «Доктор Кто» (2013) и «Утопия» (2014—2015). Среди других её главных ролей в фильмах: «Преисподняя» (2016), «Страна призраков» и «Двое на радость» (оба вышли в 2018 году) и «Ужасные истории» (2019). Также участвовала в нескольких театральных постановках в театре Вест-Энда в Лондоне.

## Биография
Эмилия Джонс родилась в Вестминстере 23 февраля 2002 года. Является дочерью валлийского певца и телеведущего Аледа Джонса и его жены Клэр Фоссет. Есть младший брат Лукас.
Джонс начала свою карьеру в 2010 году в возрасте 8 лет, снявшись в роли Жасмин в фильме «Один день». Исполнила роль Алисы в фильме «Утопия» производства Channel 4, а позже сыграла роль «королевы лет» Мерри Галел в эпизоде сериала «Доктор Кто» «Кольца Акатена» (2013). Газета The Boston Standard похвалил Джонс за то, что она «с апломбом отыграла свои сцены» и «действительно передала смесь наивности, знаний и детского страха Мерри», а сайт Zap2It оценил игру Джонс как «точную». Также Джонс появилась в небольшой роли в фильме «Пираты Карибского моря: На странных берегах» (2011).
В 2011 году Эмилия дебютировала в театре, сыграв роль молодой принцессы Фионы в мюзикле «Шрек» в Королевском театре «Друри-Лейн». В 2013 году Джонс играла в постановке Ребекки Ленкевич «Поворот винта», адаптации повести Джеймса Генри. Вместе с двумя другими юными актрисами она по очереди играла роль девятилетней Флоры — каждый следующий вечер, роль исполняла другая девочка. После выступления на премьере спектакля, Джонс сказала: «Пьеса не показалась мне страшной, было очень весело. Мне она очень понравилась.»
В декабре 2018 года было объявлено, что Джонс была выбрана на роль Кинси Локк, одного из главных героев фэнтезийного драматического сериала Netflix «Лок и ключ» (2020-настоящее). Первый сезон вышел 7 февраля 2020 года. Это была первая главная роль Джонс в телесериале. Её привлекла роль Кинси из-за возможности сыграть две версии одного и того же персонажа: Кинси до того, как она избавится от страха, и Кинси после того, как она избавится от страха.
В 2021 году Джонс снялась в комедийно-драматическом фильме Apple TV+ CODA в роли Руби Росси, единственной слышащей представительницы своей семьи, мечтающей поступить в Беркли. Для того чтобы сыграть эту роль, Джонс провела девять месяцев во время съемок фильма «Лок и ключ», усиленно изучая язык жестов и одновременно обучаясь управлению профессиональным рыболовным траулером. Премьера фильма состоялась 28 января 2021 года на кинофестивале "Сандэнс", где он был куплен компанией Apple за 25 миллионов долларов. Премьера фильма состоялась 13 августа 2021 года на Apple TV+. Фильм получил огромное количество положительных отзывов, а Джонс получила признание критиков за свою игру. Позднее фильм получил премию «Оскар» за лучший фильм на 94-й церемонии вручения премии «Оскар», став первым фильмом, показанным в Сандэнсе.
Предстоящими фильмами Джонса являются «Кошатник» и «Победитель», оба режиссёра Сюзанны Фогель, и « Страна фей» режиссёра Эндрю Дарема в его режиссёрском дебюте.

## Фильмография
| Denotes productions that have not yet been released | Обозначает картины, которые ещё не были выпущены. |

### Фильмы
| Год  | Название                                    | Роль                 | Режиссёр(ы)                  | Примечания    |
| ---- | ------------------------------------------- | -------------------- | ---------------------------- | ------------- |
| 2011 | Пираты Карибского моря: На странных берегах | Английская девочка   | Роб Маршалл                  |               |
| 2011 | Один день                                   | Жасмин (2007 и 2011) | Лоне Шерфинг                 |               |
| 2014 | Как мы провели праздник                     | Лотти Маклеод        | Энди Хамильтон и Гай Дженкин |               |
| 2015 | Молодость                                   | Фрэнсис              | Паоло Соррентино             |               |
| 2015 | Высотка                                     | Вики                 | Бен Уитли                    |               |
| 2016 | Преисподняя                                 | Джоанна              | Мартин Кулховен              |               |
| 2018 | Страна призраков                            | Бет в детстве        | Паскаль Ложье                |               |
| 2018 | Патрик                                      | Вики                 | Мэнди Флетчер                |               |
| 2018 | Счастье на двоих                            | Ви                   | Том Бирд                     |               |
| 2019 | Токсичные                                   | Эмма                 | Катерина Линструм            |               |
| 2019 | Ужасные истории: Гнилые римляне             | Орла                 | Доминик Бригсток             |               |
| 2021 | CODA: Ребёнок глухих родителей              | Руби Росси           | Шан Хейдер                   | см. награды   |
| 2023 | Кошатник                                    | Марго                | Сюзанна Фогель               |               |
| 2023 | Сказочная страна                            | Алисия Эбботт        | Эндрю Дарем                  |               |
| 2024 | Уиннер                                      | Реалити Уиннер       | Сюзанна Фогель               | Пост-продакшн |
| 2025 | Бегущий человек                             | Амелия Уильямс       | Эдгар Райт                   |               |

### Телевидение
| Год         | Название                               | Роль                       | Примечание                               |
| ----------- | -------------------------------------- | -------------------------- | ---------------------------------------- |
| 2011        | Обитель Анубиса                        | Молодая Сара Фробишер-Смит | 8 эпизодов                               |
| 2013        | Доктор Кто                             | Мерри Геджель              | Эпизод: «Кольца Акатена»                 |
| 2013-2014   | Утопия                                 | Элис Уорд                  | 8 эпизодов                               |
| 2014        | Осадок                                 | Шарлотта Джонс             | 3 серия                                  |
| 2015        | Волчий зал                             | Энни Кромвелль             | Эпизод: «Трюк с тремя картами»           |
| 2020 — 2022 | Лок и ключ                             | Кинси Локк                 | Главная роль                             |
| 2022        | The Tonight Show Starring Jimmy Fallon | В роли самой себя (гость)  | Эпизод: «Билли Кристал/Нормани»          |
| 2022        | The Kelly Clarkson Show                | В роли самой себя (гость)  | Эпизод: Seth Meyers & «The Cast of CODA» |

### Музыкальное видео
| Год  | Исполнитель | Название                |
| ---- | ----------- | ----------------------- |
| 2020 | JC Stewart  | «I Need You to Hate Me» |

## Дискография
Саундтреки
| Название                                                | Подробности альбома                                                                        |
| ------------------------------------------------------- | ------------------------------------------------------------------------------------------ |
| Horrible Histories (Original Motion Picture Soundtrack) | - Выпущен: 26 июля 2019 - Лейбл: Decca, UMG - Форматы: Цифровое скачивание, стриминг       |
| CODA (Soundtrack from the Apple Original Film)          | - Выпущен: 13 августа 2021 - Лейбл: Republic, UMG - Форматы: Цифровое скачивание, стриминг |

В качестве главного исполнителя
| Песня           | Главный исполнитель                                               | Автор(ы)    | Альбом                                                | Год  |
| --------------- | ----------------------------------------------------------------- | ----------- | ----------------------------------------------------- | ---- |
| «The Long Song» | Эмилия Джонс (при участии Национального валлийского оркестра ВВС) | Мюррей Голд | Doctor Who: Series 7 (Original Television Soundtrack) | 2013 |

В качестве приглашённого исполнителя
| Песня    | Главный(ые) исполнитель(и)              | Автор(ы)     | Альбом | Год  |
| -------- | --------------------------------------- | ------------ | ------ | ---- |
| «Psycho» | Лиам Джессап (под псевдонимом justliam) | Лиам Джессап | N/A    | 2020 |

В качестве автора песен
| Песня               | Главный(е) исполитель(и) | Автор(ы)                                             | Альбом            | Год  |
| ------------------- | ------------------------ | ---------------------------------------------------- | ----------------- | ---- |
| «Through the Phone» | Wild Youth               | Конор О’Донохью Эд Дрюэтт Эмилия Джонс Пит Хаммертон | Forever Girl — EP | 2020 |

## Работы в театре
| Год         | Постановка    | Роль       | Театр      |
| ----------- | ------------- | ---------- | ---------- |
| 2011 — 2012 | Шрек          | Юная Фиона | Друри-Лейн |
| 2013        | Поворот винта | Флора      | Алмейда    |
| 2014        | Далеко        | Джоан      | Янг-Вик    |

## Награды и номинации
| Год  | Награда                                              | Категория                                 | Номинированная работа | Результат | Источник |
| ---- | ---------------------------------------------------- | ----------------------------------------- | --------------------- | --------- | -------- |
| 2021 | Chicago Film Critics Association                     | Самый многообещающий исполнитель          | CODA                  | Номинация | [ 23 ]   |
| 2021 | Detroit Film Critics Society                         | Лучшее прорывное исполнение               | CODA                  | Номинация | [ 24 ]   |
| 2021 | Gotham Independent Film Awards                       | Прорывной актёр                           | CODA                  | Победа    | [ 25 ]   |
| 2021 | Washington D.C. Area Film Critics Association Awards | Лучшее молодёжное исполнениe              | CODA                  | Номинация | [ 26 ]   |
| 2022 | Alliance of Women Film Journalists                   | Лучшее прорывное исполнение               | CODA                  | Победа    | [ 27 ]   |
| 2022 | Austin Film Critics Association                      | Премия прорывного актёра                  | CODA                  | Номинация | [ 28 ]   |
| 2022 | British Academy Film Awards                          | Лучшая женская роль в главной роли        | CODA                  | Номинация | [ 29 ]   |
| 2022 | Critics' Choice Movie Awards                         | Лучший юный прорывной актёр/актриса       | CODA                  | Номинация | [ 30 ]   |
| 2022 | Georgia Film Critics Association                     | Награда за прорыв                         | CODA                  | Номинация | [ 31 ]   |
| 2022 | Gold Derby Film Awards                               | Лучший прорывной исполнитель              | CODA                  | Номинация | [ 32 ]   |
| 2022 | Hollywood Film Critics Association                   | Лучшая актриса                            | CODA                  | Номинация | [ 33 ]   |
| 2022 | Houston Film Critics Society                         | Лучшая актриса                            | CODA                  | Номинация | [ 34 ]   |
| 2022 | London Film Critics' Circle                          | Молодой британский/ирландский исполнитель | CODA                  | Номинация | [ 35 ]   |
| 2022 | San Diego Film Critics Society                       | Лучшая актриса                            | CODA                  | Номинация | [ 36 ]   |
| 2022 | San Diego Film Critics Society                       | Прорывной актёр                           | CODA                  | Победа    | [ 37 ]   |
| 2022 | Seattle Film Critics Society                         | Лучшее молодёжное исполнение              | CODA                  | Победа    | [ 38 ]   |

| Год  | Награда                    | Категория                                             | Номинированная работа | Результат | Источник |
| ---- | -------------------------- | ----------------------------------------------------- | --------------------- | --------- | -------- |
| 2022 | Screen Actors Guild Awards | Выдающееся исполнение актёрского состава в кинофильме | CODA                  | Победа    | [ 39 ]   |